# Édouard Vaillant
Édouard Edouard-Marie Vaillant (ur. 28 stycznia 1840 w Vierzon, zm. 18 grudnia 1915 w Paryżu) – francuski polityk, socjalista, blanquista.

## Życiorys
Początkowo studiował nauki politechniczne i zdobył tytuł inżyniera, później zaś studiował medycynę w Paryżu, Heidelbergu i Wiedniu.
Po powrocie do Francji po ukończonych studiach Vaillant stał się gorącym rzecznikiem socjalizmu i w marcu 1871 uczestniczył w paryskim powstaniu. Po upadku Komuny Paryskiej Vaillant uciekł przed aresztowaniem do Londynu, gdzie poznał osobiście Karola Marksa. Z powodu swego skutecznego ukrywania się przed francuskim wymiarem sprawiedliwości Vaillant został oficjalnie uznany za martwego.
Vaillant powrócił do Francji w 1880 po ogłoszeniu przez władze swojej śmierci. Kontynuował działalność polityczną i został nawet wybrany radnym miejskim. W 1893 został wybrany deputowanym do Zgromadzenia Narodowego.
W 1900 grupa socjalistów pod przywództwem Jules'a Guesdego i Vaillanta utworzyła Socjalistyczną Partię Francji. Partia Guesdego, dręczona sprzecznościami połączyła się jednak po latach ponownie z Francuską Partią Socjalistyczną, której przewodził Jean Jaurès.
Pomimo długoletniego stania na stanowisku pacyfizmu i internacjonalizmu Vaillant poparł decyzję rządu włączenia się Francji do I wojny światowej.